# Liste byzantinischer Museen
Dies ist eine Liste byzantinischer Museen, also der Museen, die sich mit der Geschichte und Kultur, vor allem aber der Kunst des byzantinischen Reiches befassen:

## Deutschland
- Skulpturensammlung und Museum für Byzantinische Kunst, Museumsinsel Berlin

## Griechenland
- Kirchliches Museum Alexandroupolis[1]
- Byzantinisches und Christliches Museum Athen
- Byzantinische und postbyzantinische Sammlung Chania[2]
- Byzantinisches Museum Chios[3]
- Archäologisches und Byzantinisches Museum Florina[4]
- Byzantinisches Museum Fthiotida[5]
- Byzantinisches Museum Ioannina[6]
- Byzantinisches Museum Kastoria[7]
- Byzantinisches Museum Komotini[8]
- Byzantinisches Museum Antivouniotissa in Korfu[9]
- Museum für byzantinische Kultur Thessaloniki
- Byzantinisches Museum Veria[10]
- Museum Zakynthos (städtisches Museum mit einem Schwerpunkt auf byzantinischer und nachbyzantinischer Kunst)[11]

## Türkei
- Chora-Kirche, Istanbul
- Hagia Irene, Istanbul
- Hagia Sophia, Istanbul
- Mosaikenmuseum (Istanbul)

## Vereinigte Staaten
- Byzantine Collection in Dumbarton Oaks[12]

## Zypern
- Byzantinisches Museum Nikosia[13]